# 주바오위
주바오위(중국어: 朱宝玉, 병음: Zhū Bǎoyù, 1921년 7월 2일 ~ 2020년 5월 7일)는 중국의 로마 가톨릭교회 주교로 난양 주교 관구의  명예주교였다.  중화인민공화국 정부는 그를 주교 관구의 명의 사제로 승인하였다.

## 인물
1921년 7월 2일 허난성 푸산에서 태어났다.  부친의 사망 후 6세의 나이에 고아원으로 보내진 그는 8세의 나이에 로마 가톨릭교회로 세례를 받았다.  카이펑시 신학교에서 신학과 철학을 공부하고 1957년 성직자로 안수되었다.
1981년 12월 주바오위는 세산 대성당으로 순례 여행을 결성한 것으로 전하는 바에 의하면 "반혁명적 범죄"로 체포되어 징역 10년을 선고받았다.  그는 1988년에 석방되었다.
1993년 그는 진강의 마을로 특정 사회 집단에 한정되는 데 진술되었다.
중국천주교지하교회의 일원인 주바오위는 난양의 보좌 주교로 임명되었고, 2010년에 퇴직하였다. 1년 후, 2011년 6월 30일 그는 난양의 제재 주교로서 취임되었다.  당시 90세의 주바오위는 중국 정부가 문화대혁명이 일어나는 동안 몰수된 교회 재산들을 돌려주는 데 영향을 주는 희망들에 자신이 제공을 받아들였다고 설명하였다.
2020년 2월 3일 코로나바이러스감염증-19에 감염된 것으로 확인되었으며, 2월 14일부터 완치된 것으로 보고되었다. 98세의 나이에, 그는 바이러스에서 회복한 가장 오래된 환자 중 하나이다.
2020년 5월 7일 98세의 나이로 난양에서 사망하였다.